# Olympische Sommerspiele 2012/Volleyball (Halle)/Teilnehmer
Im Volleyballturnier der Olympischen Spiele 2012 traten bei den Männern und Frauen jeweils zwölf Mannschaften an. Für jede Mannschaft wurde ein Kader mit zwölf Spieler(innen) nominiert. Die Kader wurden am 17. Juli offiziell von der FIVB veröffentlicht.

## Männer

### Argentinien
Nachdem sie vor vier Jahren das Turnier in Peking verpasst hatte, qualifizierte sich die argentinische Mannschaft 2012 bei der südamerikanischen Ausscheidung für London. Das bislang beste Olympiaergebnis erreichte sie 1988 in Seoul mit dem Gewinn der Bronzemedaille.
| Name                                                                          | Nr. | Größe  | Geburtsdatum  | Position | Verein                   |
| ----------------------------------------------------------------------------- | --- | ------ | ------------- | -------- | ------------------------ |
| Gabriel Arroyo                                                                | 1   | 1,94 m | 3. März 1977  | MB       | Club Ciudad de Bolívar   |
| Nicolas Bruno                                                                 | 10  | 1,88 m | 24. Feb. 1989 | AA       | Boca Juniors             |
| Iván Castellani                                                               | 2   | 1,96 m | 19. Jan. 1991 | D        | Club Ciudad de Bolívar   |
| Facundo Conte                                                                 | 7   | 1,98 m | 25. Aug. 1989 | AA       | Acqua Paradiso Monza     |
| Pablo Crer                                                                    | 14  | 2,05 m | 12. Juni 1989 | MB       | Club Ciudad de Bolívar   |
| Luciano De Cecco                                                              | 15  | 1,93 m | 2. Juni 1988  | Z        | Copra Piacenza           |
| Alexis González                                                               | 16  | 1,84 m | 21. Juli 1981 | L        | Tours VB                 |
| Federico Pereyra                                                              | 12  | 2,00 m | 19. Juni 1988 | AA       | La Union de Formosa      |
| Cristian Poglajen                                                             | 6   | 1,95 m | 14. Juli 1989 | AA       | Knack Randstad Roeselare |
| Rodrigo Quiroga                                                               | 9   | 1,90 m | 23. März 1987 | AA       | Fenerbahçe Grundig       |
| Sebastian Solé                                                                | 11  | 2,02 m | 12. Juni 1991 | MB       | Club Ciudad de Bolívar   |
| Nicolás Uriarte                                                               | 5   | 1,92 m | 21. März 1990 | Z        | Buenos Aires Unidos      |
| Trainer: Javier Weber, Argentinien; Co-Trainer: Alejandro Grossi, Argentinien |     |        |               |          |                          |

### Australien
Australien war im Jahr 2000 als Gastgeber in Sydney erstmals dabei und wurde Achter. 2012 gelang die dritte Teilnahme als Sieger der asiatischen Qualifikation.
| Name                                                                   | Nr. | Größe  | Geburtsdatum  | Position | Verein                        |
| ---------------------------------------------------------------------- | --- | ------ | ------------- | -------- | ----------------------------- |
| Thomas Edgar                                                           | 19  | 2,12 m | 21. Juni 1989 |          | Caffe Aiello Corigliano       |
| Andrew Grant                                                           | 8   | 2,06 m | 22. Apr. 1985 | MB       | Australian Institute of Sport |
| Harrison Peacock                                                       | 7   | 1,92 m | 31. Jan. 1991 | Z        | Linköpings VC                 |
| Travis Passier                                                         | 5   | 2,05 m | 26. Apr. 1989 | MB       | M. Roma Volley                |
| Nathan Roberts                                                         | 3   | 1,99 m | 17. Feb. 1986 | AA       | CMC Ravenna                   |
| Luke Smith                                                             | 16  | 2,04 m | 30. Aug. 1990 | AA       | Linköpings VC                 |
| Grigory Sukochev                                                       | 14  | 1,96 m | 18. Feb. 1988 | Z        | SK Chemes Humenne             |
| Aden Tutton                                                            | 12  | 1,82 m | 6. Dez. 1984  | L        | Lang Henkel Volley            |
| Adam White                                                             | 9   | 2,03 m | 8. Nov. 1989  | AA       | Lang Henkel Volley            |
| Lincoln Williams                                                       | 18  |        | 6. Okt. 1993  |          | Australian Institute of Sport |
| Igor Yudin                                                             | 6   | 2,00 m | 17. Juni 1987 | AA       | Jaroslawitsch Jaroslawl       |
| Aidan Zingel                                                           | 1   | 2,07 m | 19. Nov. 1990 | MB       | Blu Volley Verona             |
| Trainer: Jon Uriarte, Australien; Co-Trainer: Daniel Ilott, Australien |     |        |               |          |                               |

### Brasilien
Die Brasilianer waren als einzige Nation an allen olympischen Turnieren beteiligt. 1996 in Atlanta und 2004 in Athen gewannen sie die Goldmedaille. Für London qualifizierten sie sich als Dritter des World Cups 2011.
| Name                                                                           | Nr. | Größe  | Geburtsdatum  | Position | Verein                  |
| ------------------------------------------------------------------------------ | --- | ------ | ------------- | -------- | ----------------------- |
| Thiago Soares Alves                                                            | 11  | 1,94 m | 26. Juli 1986 | AA       | Panasonic Panthers      |
| Dante Guimarães Amaral                                                         | 18  | 2,01 m | 30. Sep. 1980 | AA       | RJX Rio de Janeiro      |
| Wallace de Souza                                                               | 4   | 1,98 m | 26. Juni 1987 | AA       | Sada Cruzeiro Vôlei     |
| Sidnei dos Santos Júnior                                                       | 5   | 2,03 m | 9. Juli 1982  | MB       | SESI São Paulo          |
| Murilo Endres                                                                  | 8   | 1,90 m | 3. Mai 1981   | AA       | SESI São Paulo          |
| Ricardo Garcia                                                                 | 17  | 1,91 m | 19. Nov. 1975 | Z        | Vôlei Futuro            |
| Gilberto Godoy Filho                                                           | 7   | 1,92 m | 23. Dez. 1976 | AA       | Drean Bolívar           |
| Bruno Rezende                                                                  | 1   | 1,90 m | 2. Juli 1986  | MB       | Cimed Florianópolis     |
| Lucas Saatkamp                                                                 | 16  | 2,09 m | 6. März 1986  | MB       | RJX Rio de Janeiro      |
| Rodrigo Santana                                                                | 14  | 2,05 m | 17. Apr. 1979 | MB       | SESI São Paulo          |
| Sérgio Dutra Santos                                                            | 10  | 1,84 m | 15. Okt. 1975 | L        | SESI São Paulo          |
| Leandro Vissotto Neves                                                         | 6   | 2,12 m | 30. Apr. 1983 | D        | BreBanca Lannutti Cuneo |
| Trainer: Bernardo Rezende, Brasilien; Co-Trainer: Roberley Leonaldo, Brasilien |     |        |               |          |                         |

### Bulgarien
Bulgarien war zum achten Mal bei einem olympischen Turnier vertreten. Das beste Ergebnis erzielten die Bulgaren 1980 in Moskau, als sie dem Gastgeber im Finale unterlagen. 2012 nutzten sie den Heimvorteil beim letzten Qualifikationsturnier in Sofia.
| Name                                                                       | Nr. | Größe  | Geburtsdatum  | Position | Verein                  |
| -------------------------------------------------------------------------- | --- | ------ | ------------- | -------- | ----------------------- |
| Todor Aleksiew                                                             | 15  | 2,00 m | 21. Apr. 1983 | U        | ZSK Gazprom-Ugra Surgut |
| Georgi Bratoew                                                             | 1   | 2,02 m | 21. Okt. 1987 | Z        | Lewski Sofia            |
| Walentin Bratoew                                                           | 10  | 2,01 m | 21. Okt. 1987 | U        | Pallovolo Sora          |
| Dobromir Dimitrow                                                          | 9   | 1,96 m | 7. Juli 1991  | Z        | Pirin Balkanstroy       |
| Wiktor Josifow                                                             | 12  | 2,04 m | 16. Okt. 1985 | MB       | Pallavolo Modena        |
| Nikolaj Nikolow                                                            | 18  | 2,06 m | 29. Juli 1986 | MB       | Callipo Sport SRL       |
| Wladimir Nikolow                                                           | 11  | 2,00 m | 3. Okt. 1977  | AA       | Copra Piacenza          |
| Nikolaj Pentschew                                                          | 17  | 1,96 m | 22. Mai 1992  | AA       | Copra Piacenza          |
| Teodor Salparow                                                            | 13  | 1,85 m | 16. Aug. 1982 | L        | ZSKA Sofia              |
| Todor Skrimow                                                              | 7   | 1,91 m | 9. Jan. 1990  | AA       | Paris Volley            |
| Zwetan Sokolow                                                             | 19  | 2,06 m | 31. Dez. 1989 | D        | Trentino Volley         |
| Teodor Todorow                                                             | 14  | 2,08 m | 1. Sep. 1989  | MB       | ZSK Gazprom-Ugra Surgut |
| Trainer: Stojschew Radostin, Bulgarien; Co-Trainer: Placi Camillo, Italien |     |        |               |          |                         |

### Deutschland
Zum vierten Mal war Deutschland bei einem olympischen Turnier vertreten. Die DDR-Auswahl wurde 1968 Vierter und 1972 in München Zweiter, während der Gastgeber den elften Platz belegte. Nach dem neunten Platz 2008 in Peking gelang dem DVV mit dem Heimspiel in Berlin auch die Qualifikation für London.
| Name                                                                                      | Nr. | Größe  | Geburtsdatum  | Position | Verein                      |
| ----------------------------------------------------------------------------------------- | --- | ------ | ------------- | -------- | --------------------------- |
| Björn Andrae                                                                              | 5   | 2,00 m | 14. Mai 1981  | AA       | VK Kusbass Kemerowo         |
| Marcus Böhme                                                                              | 8   | 2,10 m | 25. Aug. 1985 | MB       | VfB Friedrichshafen         |
| Christian Dünnes                                                                          | 13  | 2,07 m | 16. Juni 1984 | MB       | Generali Haching            |
| Grozer jr. Georg                                                                          | 9   | 2,00 m | 27. Nov. 1984 | D        | VK Lokomotiv-Belogorje      |
| Max Günthör                                                                               | 15  | 2,06 m | 9. Aug. 1985  | MB       | VfB Friedrichshafen         |
| Denis Kaliberda                                                                           | 6   | 1,92 m | 24. Juni 1990 | AA       | Tonno Callipo Vibo Valentia |
| Lukas Kampa                                                                               | 11  | 1,93 m | 29. Nov. 1986 | Z        | Lokomotiv Belgorod          |
| Marcus Popp                                                                               | 1   | 1,92 m | 23. Sep. 1981 | AA       | Tours Volley-Ball           |
| Jochen Schöps                                                                             | 10  | 2,00 m | 8. Okt. 1983  | D        | Asseco CWKS Resovia         |
| Sebastian Schwarz                                                                         | 3   | 1,97 m | 2. Okt. 1985  | AA       | Umbria Volley               |
| Markus Steuerwald                                                                         | 2   | 1,82 m | 7. März 1989  | L        | Paris Volley                |
| Simon Tischer                                                                             | 4   | 1,94 m | 24. Apr. 1982 | Z        | Jastrzębski Węgiel          |
| Trainer: Vital Heynen, Belgien; Co-Trainer: Stefan Hübner und Ralph Bergmann, Deutschland |     |        |               |          |                             |

### Großbritannien
Die britische Mannschaft, die in dieser vereinten Form erst seit 2006 existiert, war als Gastgeber gesetzt. Zuvor konnten sich britische Mannschaften noch nie für Olympische Spiele qualifizieren.
| Name                                                                                            | Nr. | Größe  | Geburtsdatum  | Position | Verein                          |
| ----------------------------------------------------------------------------------------------- | --- | ------ | ------------- | -------- | ------------------------------- |
| Dami Bakare                                                                                     | 3   | 1,96 m |               | D        | VC Argex Duvel Puurs            |
| Peter Bakare                                                                                    | 1   | 1,96 m |               | MB       | Landstede Zwolle                |
| Nathan French                                                                                   | 10  | 1,93 m |               | AA       | Avignon                         |
| Jason Haldane                                                                                   | 8   | 2,03 m | 23. Juli 1971 | D        | ZSKA Sofia                      |
| Daniel Hunter                                                                                   | 4   | 1,82 m |               | L        | Landstede Zwolle                |
| Chris Lamont                                                                                    | 12  | 1,99 m |               | MB       | Asul Lyon                       |
| Mark Mcgivern                                                                                   | 6   | 1,95 m |               | MB       | Avignon                         |
| Joel Miller                                                                                     | 11  | 1,91 m |               | AA       | VBK Klagenfurt                  |
| Kieran O’Malley                                                                                 | 17  | 1,88 m |               | Z        | Abiant Lycurgus Groningen       |
| Andrew Pink                                                                                     | 9   | 1,92 m |               | AA       | Amicale Laique Canteleu Maromme |
| Ben Pipes                                                                                       | 2   | 2,04 m |               | Z        | Landstede Zwolle                |
| Mark Plotyczer                                                                                  | 5   | 1,95 m | 19. Feb. 1987 | AA       | Saint-Brieuc Côtes-d'Armor VB   |
| Trainer: Harry Brokking, Vereinigtes Königreich; Co-Trainer: Joel Banks, Vereinigtes Königreich |     |        |               |          |                                 |

### Italien
Italien nahm seit 1976 an jedem olympischen Turnier teil. 1996 in Atlanta und 2004 in Athen gewannen die Italiener Silber. 2012 setzten sie sich im Finale der europäischen Qualifikation gegen Deutschland durch.
| Name                                                                      | Nr. | Größe  | Geburtsdatum  | Position | Verein                  |
| ------------------------------------------------------------------------- | --- | ------ | ------------- | -------- | ----------------------- |
| Andrea Bari                                                               | 16  | 1,84 m | 5. März 1980  | L        | Trentino Volley         |
| Emanuele Birarelli                                                        | 15  | 2,01 m | 8. Feb. 1981  | MB       | Trentino Volley         |
| Dante Boninfante                                                          | 10  | 1,88 m | 7. März 1977  | Z        | M. Roma Volley          |
| Alessandro Fei                                                            | 14  | 2,04 m | 29. Nov. 1978 | D        | Pallavolo Piacenza      |
| Andrea Giovi                                                              | 17  | 1,83 m | 19. Aug. 1983 | L        | Umbria Volley           |
| Michal Lasko                                                              | 7   | 2,02 m | 11. März 1981 | D        | Jastrzębski Węgiel      |
| Luigi Mastrangelo                                                         | 1   | 2,02 m | 17. Aug. 1975 | MB       | BreBanca Lannutti Cuneo |
| Samuele Papi                                                              | 6   | 1,90 m | 20. Mai 1973  | AA       | Copra Piacenza          |
| Simone Parodi                                                             | 3   | 1,96 m | 16. Juni 1986 | AA       | Lube Macerata           |
| Cristian Savani                                                           | 11  | 1,95 m | 22. Feb. 1982 | AA       | Lube Macerata           |
| Dragan Travica                                                            | 13  | 2,00 m | 28. Aug. 1986 | Z        | Lube Macerata           |
| Ivan Zaytsev                                                              | 9   | 2,02 m | 2. Okt. 1988  | AA       | M. Roma Volley          |
| Trainer: Paolo Montagnani, Italien; Co-Trainer: Adriano di Pinto, Italien |     |        |               |          |                         |

### Polen
Die Polen waren zum achten Mal vertreten. Ihren bislang größten Erfolg feierten sie 1976 in Montreal, als sie das Endspiel gegen die Sowjetunion gewannen. Für London qualifizierten sie sich als Zweite des World Cups 2011.
| Name                                                                   | Nr. | Größe  | Geburtsdatum  | Position | Verein                 |
| ---------------------------------------------------------------------- | --- | ------ | ------------- | -------- | ---------------------- |
| Zbigniew Bartman                                                       | 9   | 1,98 m | 4. Mai 1987   | U        | Jastrzębski Węgiel     |
| Krzysztof Ignaczak                                                     | 16  | 1,88 m | 15. Mai 1978  | L        | CWKS Resovia           |
| Jakub Jarosz                                                           | 7   | 1,95 m | 10. Feb. 1987 | U        | Andreoli Latina        |
| Grzegorz Kosok                                                         | 4   | 2,06 m | 2. März 1986  | MB       | CWKS Resovia           |
| Michał Kubiak                                                          | 13  | 1,91 m | 23. Feb. 1988 | AA       | Jastrzębski Węgiel     |
| Bartosz Kurek                                                          | 6   | 2,05 m | 29. Aug. 1988 | U        | Skra Bełchatów         |
| Marcin Możdżonek                                                       | 18  | 2,11 m | 9. Feb. 1985  | MB       | Skra Bełchatów         |
| Piotr Nowakowski                                                       | 1   | 2,05 m | 18. Dez. 1987 | MB       | CWKS Resovia           |
| Michał Ruciak                                                          | 14  | 1,89 m | 22. Aug. 1983 | AA       | Zaksa Kędzierzyn-Koźle |
| Michał Winiarski                                                       | 2   | 2,00 m | 28. Sep. 1983 | U        | Skra Bełchatów         |
| Paweł Zagumny                                                          | 5   | 2,00 m | 18. Okt. 1977 | Z        | Zaksa Kędzierzyn-Koźle |
| Łukasz Żygadło                                                         | 15  | 2,00 m | 2. Aug. 1979  | Z        | Trentino Volley        |
| Trainer: Andrea Anastasi, Italien; Co-Trainer: Andrea Gardini, Italien |     |        |               |          |                        |

### Russland
Russland (mit seinen Vorgängerstaaten) verpasste durch den Boykott 1984 ein einziges Olympiaturnier. 1964, 1968 und 1980 gewannen die Sowjets Gold. Als Sieger des World Cups 2011 qualifizierten sie sich für das Turnier in London.
| Name                                                                   | Nr. | Größe  | Geburtsdatum  | Position | Verein                   |
| ---------------------------------------------------------------------- | --- | ------ | ------------- | -------- | ------------------------ |
| Nikolai Sergejewitsch Apalikow                                         | 3   | 2,03 m | 26. Aug. 1982 | MB       | VK Zenit-Kasan           |
| Juri Wiktorowitsch Bereschko                                           | 10  | 1,98 m | 27. Jan. 1984 | AA       | VK Zenit-Kasan           |
| Alexander Anatoljewitsch Butko                                         | 12  | 1,98 m | 18. März 1986 | Z        | VK Lokomotiv Nowosibirsk |
| Taras Jurjewitsch Chtei                                                | 4   | 2,05 m | 22. Mai 1982  | U        | VK Lokomotiv-Belogorje   |
| Sergei Jurjewitsch Grankin                                             | 5   | 1,95 m | 21. Jan. 1985 | Z        | VK Dynamo Moskau         |
| Dmitri Sergejewitsch Iljinych                                          | 15  | 2,01 m | 31. Jan. 1987 | D        | VK Lokomotiv-Belogorje   |
| Maxim Michailowitsch Michailow                                         | 17  | 2,03 m | 19. März 1988 | D        | VK Zenit-Kasan           |
| Dmitri Alexandrowitsch Muserski                                        | 13  | 2,18 m | 29. Okt. 1988 | MB       | VK Lokomotiv-Belogorje   |
| Alexei Alexandrowitsch Obmotschajew                                    | 20  | 1,89 m | 22. Mai 1989  | L        | VK Zenit-Kasan           |
| Alexander Sergejewitsch Sokolow                                        | 9   | 1,93 m | 1. März 1982  | L        | Fakel Nowy Urengoi       |
| Sergei Jurjewitsch Tetjuchin                                           | 8   | 1,97 m | 23. Sep. 1975 | AA       | VK Lokomotiv-Belogorje   |
| Alexander Alexandrowitsch Wolkow                                       | 18  | 2,10 m | 14. Feb. 1985 | MB       | VK Zenit-Kasan           |
| Trainer: Wladimir Alekno, Russland; Co-Trainer: Sergio Busato, Italien |     |        |               |          |                          |

### Serbien
Serbien (einschließlich seiner Vorgängerstaaten) war zum sechsten Mal in einem olympischen Turnier vertreten. 2000 in Sydney gewann Jugoslawien das Finale gegen Russland. 2012 gelang die Qualifikation beim Turnier in Tokio.
| Name                                                                    | Nr. | Größe  | Geburtsdatum  | Position | Verein                    |
| ----------------------------------------------------------------------- | --- | ------ | ------------- | -------- | ------------------------- |
| Aleksandar Atanasijević                                                 | 14  | 2,01 m | 4. Sep. 1991  | D        | Skra Bełchatów            |
| Bojan Janić                                                             | 4   | 1,98 m | 3. Nov. 1982  | AA       | Fakel Nowy Urengoi        |
| Nikola Kovačević                                                        | 1   | 1,93 m | 14. Feb. 1983 | AA       | Gubernia Nischni Nowgorod |
| Uroš Kovačević                                                          | 2   | 1,97 m | 6. Mai 1993   | AA       | ACH Volley Ljubljana      |
| Mihajlo Mitić                                                           | 11  | 2,01 m | 17. Sep. 1990 | Z        | OK Roter Stern Belgrad    |
| Miloš Nikić                                                             | 10  | 1,94 m | 31. März 1986 | AA       | Gabeca Volley Monza       |
| Vlado Petković                                                          | 5   | 1,98 m | 6. Jan. 1983  | Z        | Umbria Volley             |
| Marko Podraščanin                                                       | 18  | 2,04 m | 29. Aug. 1987 | MB       | Lube Macerata             |
| Milan Rašić                                                             | 12  | 2,05 m | 2. Feb. 1985  | MB       | ACH Volley Ljubljana      |
| Nikola Rosić                                                            | 19  | 1,92 m | 5. Aug. 1984  | L        | VfB Friedrichshafen       |
| Dragan Stanković                                                        | 7   | 2,05 m | 18. Okt. 1985 | MB       | Lube Macerata             |
| Saša Starović                                                           | 15  | 2,07 m | 19. Okt. 1988 | D        | Lube Macerata             |
| Trainer: Igor Kolakovic, Serbien; Co-Trainer: Zeljko Bulatovic, Serbien |     |        |               |          |                           |

### Tunesien
Tunesien qualifizierte sich als afrikanischer Vertreter zum sechsten Mal für die Olympischen Spiele. Das bislang beste Ergebnis erreichten die Nordafrikaner mit dem neunten Rang 1984 in Los Angeles.
| Name                                                                 | Nr. | Größe  | Geburtsdatum  | Position | Verein                      |
| -------------------------------------------------------------------- | --- | ------ | ------------- | -------- | --------------------------- |
| Mehdi Ben Cheikh                                                     | 15  | 1,83 m | 13. Mai 1979  | Z        | Espérance Sportive de Tunis |
| Bilel Ben Hassine                                                    | 14  | 1,95 m | 22. Juni 1983 | MB       | CS Sfax                     |
| Mohamed Ben Slimane                                                  | 8   | 1,87 m | 29. Nov. 1981 | Z        | ES Sahel                    |
| Noureddine Hfaiedh                                                   | 13  | 1,97 m | 27. Aug. 1973 | AA       | ES Sahel                    |
| Hichem Kaabi                                                         | 16  | 1,94 m | 13. Sep. 1986 |          | Espérance Sportive de Tunis |
| Ahmed Kadhi                                                          | 2   | 1,98 m | 19. Apr. 1989 | MB       | CO Kelibia                  |
| Elyes Karamosly                                                      | 7   | 1,95 m | 22. Aug. 1989 |          | Espérance Sportive de Tunis |
| Ismail Moalla                                                        | 11  | 1,95 m | 30. Jan. 1990 | U        | CS Sfax                     |
| Marouane M’Rabet                                                     | 3   | 1,86 m | 5. Juni 1985  |          | CO Kelibia                  |
| Hamza Nagga                                                          | 10  | 1,96 m | 29. Mai 1990  |          | CO Kelibia                  |
| Anouer Taouerghi                                                     | 12  | 1,78 m | 17. Aug. 1983 | L        | CS Sfax                     |
| Trainer: Fethi Mkaouer, Tunesien; Co-Trainer: Riadh Hedeli, Tunesien |     |        |               |          |                             |

### Vereinigte Staaten
Das US-Team, das sich 2012 in der NORCECA-Ausscheidung qualifizierte, war bei den ersten beiden Olympiaturnieren vertreten und ist seit dem Heimspiel 1984 in Los Angeles immer dabei. Da die US-Amerikaner 2008 in Peking ihre dritte Goldmedaille nach 1984 und 1988 gewannen, traten sie in London als Titelverteidiger an.
| Name                                                                                 | Nr. | Größe  | Geburtsdatum  | Position | Verein               |
| ------------------------------------------------------------------------------------ | --- | ------ | ------------- | -------- | -------------------- |
| Matthew Anderson                                                                     | 1   | 2,04 m | 18. Apr. 1987 | AA       | Pallavolo Modena     |
| Russell Holmes                                                                       | 12  | 2,05 m | 1. Juli 1982  | MB       | Jastrzębski Węgiel   |
| Richard Lambourne                                                                    | 5   | 1,90 m | 6. Mai 1975   | L        | Effector Kielce      |
| David Lee                                                                            | 4   | 2,03 m | 8. März 1982  | MB       | VK Dynamo Moskau     |
| Paul Lotman                                                                          | 6   | 2,00 m | 3. Nov. 1985  | AA       | CWKS Resovia         |
| David McKienzie                                                                      | 21  | 1,93 m | 5. Juli 1979  | AA       | Kuwait Sporting Club |
| William Priddy                                                                       | 8   | 1,94 m | 1. Okt. 1977  | AA       | VK Zenit-Kasan       |
| Sean Rooney                                                                          | 2   | 2,06 m | 13. Nov. 1982 | AA       | Gabeca Volley Monza  |
| David Smith                                                                          | 20  | 2,01 m | 15. Mai 1985  | MB       | Tours Volley-Ball    |
| Clayton Stanley                                                                      | 13  | 2,05 m | 20. Jan. 1978 | D        | Ural Ufa             |
| Donald Suxho                                                                         | 7   | 1,96 m | 21. Feb. 1976 | Z        | Drean Bolívar        |
| Brian Thornton                                                                       | 11  | 1,90 m | 22. Apr. 1985 | Z        | Jastrzębski Węgiel   |
| Trainer: Alan Knipe, Vereinigte Staaten; Co-Trainer: John Speraw, Vereinigte Staaten |     |        |               |          |                      |

## Frauen

### Algerien
Algerien konnte sich als afrikanischer Vertreter zum zweiten Mal nach 2008 für das olympische Turnier qualifizieren. Bei der Premiere in Peking waren die algerischen Frauen ohne Sieg ausgeschieden.
| Name                                                       | Nr. | Größe  | Geburtsdatum  | Position | Verein                            |
| ---------------------------------------------------------- | --- | ------ | ------------- | -------- | --------------------------------- |
| Mouni Abderrahim                                           | 11  | 1,71 m | 19. Nov. 1985 | U        | ASW Bejaia                        |
| Dallal Merwa Achour                                        | 2   | 1,75 m | 3. Nov. 1994  | MB       | ESF Mouzaia                       |
| Tassaadit Aissou                                           | 18  | 1,84 m | 19. Juni 1989 | MB       | Nedjmet Chlef                     |
| Sarra Belhocine                                            | 9   | 1,76 m | 18. Sep. 1994 |          | G.S. Petroliers                   |
| Zohra Bensalem                                             | 8   | 1,78 m | 5. Apr. 1990  | U        | G.S. Petroliers                   |
| Safia Boukhima                                             | 12  | 1,76 m | 10. Jan. 1991 | AA       | G.S. Petroliers                   |
| Celia Bourihane                                            | 19  | 1,77 m | 22. Jan. 1995 | U        | NC Bejaia                         |
| Salima Hammouche                                           | 3   | 1,58 m | 17. Jan. 1984 | L        | G.S. Petroliers                   |
| Sehryne Hennaoui                                           | 1   | 1,72 m | 10. Jan. 1988 | Z        | Hainaut Volley                    |
| Amel Khamtache                                             | 5   | 1,81 m | 4. Mai 1981   |          | G.S. Petroliers                   |
| Nawal Mansouri                                             | 13  | 1,74 m | 1. Aug. 1985  | L        | G.S. Petroliers                   |
| Lydia Oulmou                                               | 17  | 1,86 m | 2. Feb. 1986  | MB       | Istres Ouest Provence Volley-Ball |
| Trainer: George Strumilo; Co-Trainer: Aimed Eddine Saidani |     |        |               |          |                                   |

### Brasilien
Die Brasilianerinnen waren seit 1980 bei jedem olympischen Turnier dabei. Für 2012 qualifizierten sie sich in der südamerikanischen Ausscheidung. Nach dem Gewinn der Goldmedaille 2008 in Peking traten sie in London als Titelverteidiger an.
| Name                                                                                   | Nr. | Größe  | Geburtsdatum  | Position | Verein                |
| -------------------------------------------------------------------------------------- | --- | ------ | ------------- | -------- | --------------------- |
| Tandara Caixeta                                                                        | 11  | 1,84 m | 30. Okt. 1988 | U        | Osasco Voleibol Clube |
| Jaqueline Carvalho                                                                     | 8   | 1,86 m | 31. Dez. 1983 | AA       | Osasco Voleibol Clube |
| Sheilla Castro                                                                         | 13  | 1,85 m | 1. Juli 1983  | U        | Rio de Janeiro VC     |
| Fabiana Claudino                                                                       | 1   | 1,93 m | 24. Jan. 1985 | MB       | Fenerbahçe İstanbul   |
| Fernanda Ferreira                                                                      | 9   | 1,72 m | 10. Jan. 1980 | Z        | Igtisadchi Baku       |
| Danielle Lins                                                                          | 3   | 1,81 m | 5. Jan. 1985  | Z        | SESI São Paulo        |
| Thaísa Menezes                                                                         | 6   | 1,96 m | 15. Mai 1987  | MB       | Osasco Voleibol Clube |
| Fabiana Oliveira                                                                       | 14  | 1,69 m | 7. März 1980  | L        | Rio de Janeiro VC     |
| Paula Pequeno                                                                          | 4   | 1,84 m | 22. Jan. 1982 | AA       | Vôlei Futuro          |
| Natália Pereira                                                                        | 12  | 1,83 m | 4. Apr. 1989  | AA       | Osasco Voleibol Clube |
| Fernanda Rodrigues                                                                     | 16  | 1,79 m | 10. Mai 1986  | AA       | Vôlei Futuro          |
| Adenízia Silva                                                                         | 5   | 1,85 m | 18. Dez. 1986 | MB       | Osasco Voleibol Clube |
| Trainer: José Roberto Guimarães, Brasilien; Co-Trainer: Paulo Barros Junior, Brasilien |     |        |               |          |                       |

### China
Die chinesischen Frauen gewannen bei ihrem ersten Olympiaturnier 1984 in Los Angeles gleich die Goldmedaille und waren seitdem immer dabei. 2004 in Athen wiederholten sie den Erfolg. Für London qualifizierten sie sich als Dritte des World Cups 2011.
| Name                                                                                | Nr. | Größe  | Geburtsdatum  | Position | Verein   |
| ----------------------------------------------------------------------------------- | --- | ------ | ------------- | -------- | -------- |
| Chu Jinling                                                                         | 6   | 1,90 m | 29. Juli 1984 |          | Liaoning |
| Hui Ruoqi                                                                           | 4   | 1,89 m | 4. März 1991  | AA       | Jiangsu  |
| Ma Yunwen                                                                           | 15  | 1,89 m | 19. Okt. 1986 |          | Shanghai |
| Mi Yang                                                                             | 2   | 1,80 m | 24. Jan. 1989 | Z        | Tianjin  |
| Shan Danna                                                                          | 10  | 1,68 m | 8. Okt. 1991  | L        | Zhejiang |
| Wang Yimei                                                                          | 1   | 1,90 m | 11. Jan. 1988 | AA       | Liaoning |
| Wei Qiuyue                                                                          | 8   | 1,82 m | 26. Sep. 1988 | Z        | Tianjin  |
| Yang Junjing                                                                        | 9   | 1,90 m | 15. Mai 1989  |          | Army     |
| Xu Yunli                                                                            | 11  | 1,96 m | 2. Aug. 1987  | MB       | Fujian   |
| Zeng Chunlei                                                                        | 12  | 1,86 m | 3. Nov. 1989  |          | Peking   |
| Zhang Lei                                                                           | 17  | 1,81 m | 11. Jan. 1985 |          | Shanghai |
| Zhang Xian                                                                          | 7   | 1,67 m | 16. März 1985 | L        | Liaoning |
| Trainer: Yu Juemin, Volksrepublik China; Co-Trainer: Wen Laiya, Volksrepublik China |     |        |               |          |          |

### Dominikanische Republik
Die Dominikanische Republik, die sich in der NORCECA-Qualifikation durchsetzte, nahm nach dem elften Platz 2004 in Athen zum zweiten Mal am olympischen Turnier teil.
| Name                                                                                  | Nr. | Größe  | Geburtsdatum  | Position | Verein             |
| ------------------------------------------------------------------------------------- | --- | ------ | ------------- | -------- | ------------------ |
| Cándida Arias                                                                         | 8   | 1,94 m | 11. März 1992 | MB       | San Cristóbal      |
| Milagros Cabral                                                                       | 10  | 1,82 m | 17. Okt. 1978 | AA       | Los Cachorros      |
| Brenda Castillo                                                                       | 5   | 1,67 m | 5. Juni 1992  | L        | San Cristóbal      |
| Bethania de la Cruz                                                                   | 18  | 1,88 m | 13. Mai 1987  | U        | Deportivo Nacional |
| Karla Echenique                                                                       | 12  | 1,80 m | 16. Mai 1986  | U        | Deportivo Nacional |
| Lisvel Eve                                                                            | 3   | 1,94 m | 10. Sep. 1991 |          | Mirador            |
| Gina Mambrú                                                                           | 17  | 1,82 m | 21. Jan. 1986 |          | Los Cachorros      |
| Niverka Marte                                                                         | 7   | 1,78 m | 19. Okt. 1990 | Z        | Deportivo Nacional |
| Sidarka Nuñez                                                                         | 9   | 1,85 m | 25. Juni 1984 | U        | Club Malanga       |
| Prisilla Rivera                                                                       | 14  | 1,86 m | 29. Dez. 1984 | MB       | San Pedro          |
| Cindy Rondón                                                                          | 13  | 1,86 m | 12. Nov. 1987 | MB       | Mirador            |
| Annerys Vargas                                                                        | 1   | 1,96 m | 7. Aug. 1981  | MB       | Seleccion Nacional |
| Trainer: Marcos Kwiek, Brasilien; Co-Trainer: Wagner Pacheco, Dominikanische Republik |     |        |               |          |                    |

### Großbritannien
Das britische Team, das in der vereinten Form 2006 gegründet wurde, war als Gastgeber zum ersten Mal beim olympischen Turnier vertreten. Zuvor war die EM-Teilnahme der Engländerinnen 1971 der einzige internationale Erfolg.
| Name                                               | Nr. | Größe  | Geburtsdatum  | Position | Verein                        |
| -------------------------------------------------- | --- | ------ | ------------- | -------- | ----------------------------- |
| Lynne Beattie                                      | 10  | 1,82 m |               | AA       | CV Gran Canaria               |
| Maria Bertelli                                     | 7   | 1,71 m |               | L        | Volley Köniz                  |
| Rachel Emily Bragg                                 | 8   | 1,85 m | 11. Dez. 1984 | AA       | VT Aurubis Hamburg            |
| Grace Carter                                       | 18  | 1,83 m |               | MB       | Olympic Terville Florange     |
| Rachel Laybourne                                   | 4   | 1,78 m |               | D        | Silesia Volley Mysłowice      |
| Savanah Leaf                                       | 1   |        |               | AA       | San José State University     |
| Ciara Michel                                       | 19  | 1,96 m | 2. Juli 1985  | MB       | Alemannia Aachen              |
| Joanne Morgan                                      | 9   | 1,68 m |               | Z        | TFM/DOK Dwingeloo             |
| Lizzie Reid                                        | 12  | 1,80 m |               | MB       | University of Georgia         |
| Janine Sandell                                     | 17  | 1,80 m |               | AA       | Valeriano Alles Menorca Volei |
| Jennifer Taylor                                    | 6   | 1,79 m |               | AA       | TFM/DOK Dwingeloo             |
| Lucy Wicks                                         | 2   | 1,73 m | 20. März 1982 | Z        | Alemannia Aachen              |
| Trainer: Audrey Cooper; Co-Trainer: Dave Goodchild |     |        |               |          |                               |

### Italien
Italien qualifizierte sich als Sieger des World Cups 2011 zum vierten Mal in Folge für Olympia. Die bislang besten Ergebnisse erzielten die Italienerinnen als Fünfte 2004 in Athen und 2008 in Peking.
| Name                                                                   | Nr. | Größe  | Geburtsdatum  | Position | Verein                    |
| ---------------------------------------------------------------------- | --- | ------ | ------------- | -------- | ------------------------- |
| Valentina Arrighetti                                                   | 13  | 1,85 m | 26. Jan. 1985 | MB       | Foppapedretti Bergamo     |
| Jenny Barazza                                                          | 8   | 1,88 m | 24. Juli 1981 | MB       | LJ Volley Modena          |
| Caterina Bosetti                                                       | 9   | 1,79 m | 2. Feb. 1994  | AA       | MC-Carnaghi Villa Cortese |
| Lucia Bosetti                                                          | 16  | 1,75 m | 9. Juli 1989  | AA       | MC-Carnaghi Villa Cortese |
| Paola Cardullo                                                         | 10  | 1,59 m | 18. März 1982 | L        | Racing Club de Cannes     |
| Carolina del Pilar Costagrande                                         | 18  | 1,88 m | 15. Okt. 1980 | AA       | Guangdong Evergrande      |
| Paola Croce                                                            | 3   | 1,67 m | 6. März 1978  | L        | LJ Volley Modena          |
| Antonella Del Core                                                     | 15  | 1,80 m | 5. Nov. 1980  | AA       | Fakel Nowy Urengoi        |
| Simona Gioli                                                           | 17  | 1,85 m | 17. Sep. 1977 | MB       | Fakel Nowy Urengoi        |
| Eleonora Lo Bianco                                                     | 14  | 1,71 m | 22. Dez. 1979 | Z        | Galatasaray Istanbul      |
| Francesca Piccinini                                                    | 12  | 1,84 m | 10. Jan. 1979 | AA       | Foppapedretti Bergamo     |
| Giulia Rondon                                                          | 5   | 1,89 m | 16. Okt. 1987 | Z        | Icos Crema                |
| Trainer: Massimo Barbolini, Italien; Co-Trainer: Marco Bracci, Italien |     |        |               |          |                           |

### Japan
Die Japanerinnen verpassten nach dem Heimsieg 1964 in Tokio bisher nur zwei olympische Turniere. 1968 bis 1976 folgten zwei Silbermedaillen und ein weiteres Gold. 2012 qualifizierte sich Japan beim asiatischen Turnier.
| Name                                                                                 | Nr. | Größe  | Geburtsdatum  | Position | Verein            |
| ------------------------------------------------------------------------------------ | --- | ------ | ------------- | -------- | ----------------- |
| Erika Araki                                                                          | 5   | 1,86 m | 3. Aug. 1984  | MB       | Toray Arrows      |
| Yukiko Ebata                                                                         | 16  | 1,76 m | 7. Nov. 1989  | AA       | Hitachi Rivale    |
| Kaori Inoue                                                                          | 7   | 1,82 m | 21. Okt. 1982 | MB       | Denso Airybees    |
| Maiko Kano                                                                           | 8   | 1,85 m | 15. Juli 1988 | AA       | Beşiktaş Istanbul |
| Saori Kimura                                                                         | 18  | 1,85 m | 19. Aug. 1986 | AA       | Toray Arrows      |
| Hitomi Nakamichi                                                                     | 2   | 1,59 m | 18. Sep. 1985 | Z        | Toray Arrows      |
| Ai Otomo-Yamamoto                                                                    | 11  | 1,84 m | 24. März 1982 | MB       | JT Marvelous      |
| Saori Sakoda                                                                         | 14  | 1,75 m | 18. Dez. 1987 | AA       | Toray Arrows      |
| Yūko Sano                                                                            | 10  | 1,59 m | 26. Juli 1979 | MB       | Igtisadchi Baku   |
| Risa Shinnabe                                                                        | 12  | 1,73 m | 11. Juli 1990 | AA       | Hisamitsu Springs |
| Yoshie Takeshita                                                                     | 3   | 1,59 m | 18. März 1978 | Z        | JT Marvelous      |
| Mai Yamaguchi                                                                        | 4   | 1,76 m | 3. Juli 1983  | AA       | Okayama Seagulls  |
| Trainer: Masayoshi Manabe, Japan; Co-Trainer: Kiyoshi Abo und Shigekazu Okubo, Japan |     |        |               |          |                   |

### Russland
Russland (einschließlich der Vorgängerstaaten) verpasste durch den Boykott sein einziges Turnier. Von 1968 bis 1988 gewannen die Russinnen vier Goldmedaillen. Die Qualifikation für London schafften sie beim Turnier in Tokio.
| Name                                                                                         | Nr. | Größe  | Geburtsdatum  | Position | Verein              |
| -------------------------------------------------------------------------------------------- | --- | ------ | ------------- | -------- | ------------------- |
| Jewgenija Wiktorowna Artamonowa-Estes                                                        | 4   | 1,91 m | 17. Juli 1975 | AA       | VK Uralotschka-NTMK |
| Marija Wladimirowna Borissenko                                                               | 1   | 1,90 m | 8. März 1986  | MB       | VK Dynamo Kasan     |
| Jekaterina Alexandrowna Gamowa                                                               | 11  | 2,02 m | 17. Okt. 1980 | AA       | VK Dynamo Kasan     |
| Tatjana Sergejewna Koschelewa                                                                | 15  | 1,91 m | 23. Dez. 1988 | AA       | VK Dynamo Krasnodar |
| Swetlana Walentinowna Krjutschkowa                                                           | 7   | 1,74 m | 21. Feb. 1985 | L        | VK Dynamo Moskau    |
| Anna Anatoljewna Matijenko                                                                   | 6   | 1,82 m | 12. Juli 1981 | Z        | VK Dynamo Moskau    |
| Julija Wiktorowna Merkulowa                                                                  | 16  | 2,02 m | 17. Feb. 1984 | MB       | VK Dynamo Moskau    |
| Natalija Olegowna Obmotschajewa                                                              | 8   | 1,94 m | 1. Juni 1989  | AA       | VK Dynamo Moskau    |
| Marija Nikolajewna Perepjolkina                                                              | 3   | 1,87 m | 9. März 1984  | MB       | VK Dynamo Moskau    |
| Ljubow Wladimirowna Sokolowa-Schaschkowa                                                     | 5   | 1,92 m | 4. Dez. 1977  | U        | Fenerbahçe İstanbul |
| Jewgenija Alexandrowna Starzewa                                                              | 13  | 1,85 m | 12. Feb. 1989 | Z        | VK Dynamo Krasnodar |
| Jekaterina Wadimowna Ulanowa                                                                 | 14  | 1,72 m | 5. Aug. 1986  | L        | VK Dynamo Kasan     |
| Trainer: Sergei Anatoljewitsch Owtschinnikow, Russland; Co-Trainer: Igor Kurnossow, Russland |     |        |               |          |                     |

### Serbien
Serbien qualifizierte sich vor vier Jahren in Peking erstmals für Olympia und belegte den fünften Platz. 2012 gelang die Qualifikation als Dritter des Turniers in Tokio.
| Name                                                                       | Nr. | Größe  | Geburtsdatum  | Position | Verein                   |
| -------------------------------------------------------------------------- | --- | ------ | ------------- | -------- | ------------------------ |
| Jelena Blagojević                                                          | 20  | 1,81 m | 1. Dez. 1988  | AA       | Robur Tiboni Urbino      |
| Jovana Brakočević                                                          | 2   | 1,96 m | 5. März 1988  | U        | JT Marvelous             |
| Suzana Ćebić                                                               | 18  | 1,67 m | 9. Nov. 1984  | L        | VfB 91 Suhl              |
| Ivana Djerisilo                                                            | 3   | 1,88 m | 8. Aug. 1983  |          | Robur Tiboni Urbino      |
| Nataša Krsmanović                                                          | 5   | 1,88 m | 19. Juni 1985 | MB       | Rabita Baku              |
| Brankica Mihajlović                                                        | 7   | 1,89 m | 13. Apr. 1991 | AA       | Hyundai                  |
| Maja Ognjenović                                                            | 10  | 1,83 m | 6. Aug. 1984  | Z        | Liu Jo Volley Modena     |
| Milena Rašić                                                               | 16  | 1,93 m | 25. Okt. 1990 | MB       | RC Cannes                |
| Sanja Starović                                                             | 19  | 1,95 m | 25. März 1983 | AA       | Rabita Baku              |
| Stefana Veljković                                                          | 11  | 1,90 m | 9. Jan. 1990  | MB       | Asystel Volley Novara    |
| Jovana Vesović                                                             | 9   | 1,82 m | 21. Juni 1987 | AA       | CSV 2004 Tomis Constanța |
| Bojana Živković                                                            | 4   | 1,85 m | 29. März 1988 | Z        | VBC Voléro Zürich        |
| Trainer: Sergej Owchinnikow, Russland; Co-Trainer: Igor Kurnosow, Russland |     |        |               |          |                          |

### Südkorea
Südkorea belegte beim Qualifikationsturnier in Tokio den zweiten Platz und sicherte sich damit seine zehnte Olympiateilnahme. Den bislang größten Erfolg für Südkorea gab es 1976 in Montreal mit dem Gewinn der Bronzemedaille.
| Name                                                                  | Nr. | Größe  | Geburtsdatum  | Position | Verein                   |
| --------------------------------------------------------------------- | --- | ------ | ------------- | -------- | ------------------------ |
| Ha Joon-eem                                                           | 3   | 1,89 m | 26. Dez. 1989 | MB       | Korea Highway Corp.      |
| Han Song-yi                                                           | 12  | 1,86 m | 5. Sep. 1984  | AA       | GS Caltex                |
| Han Yoo-mi                                                            | 11  | 1,80 m | 5. Feb. 1982  | AA       | Korea Ginseng Corp.      |
| Hwang Youn-joo                                                        | 14  | 1,77 m | 13. Aug. 1986 | AA       | Hyundai                  |
| Jung Dae-young                                                        | 13  | 1,83 m | 12. Aug. 1981 | MB       | GS Caltex                |
| Kim Hae-ran                                                           | 5   | 1,68 m | 16. März 1984 | L        | Korea Highway Corp.      |
| Kim Hee-jin                                                           | 19  | 1,85 m | 29. Apr. 1991 | MB       | Industrial Bank of Korea |
| Kim Sa-nee                                                            | 4   | 1,80 m | 21. Juni 1981 | Z        | Heungkuk Life Insurance  |
| Kim Yeon-koung                                                        | 10  | 1,92 m | 26. Feb. 1988 | AA       | Heungkuk Life Insurance  |
| Lee Sook-ja                                                           | 20  | 1,75 m | 17. Juni 1980 | Z        | GS Caltex                |
| Lim Hyo-sook                                                          | 7   | 1,77 m | 26. Apr. 1982 |          | Korea Highway Corp.      |
| Yang Hyo-jin                                                          | 17  | 1,90 m | 14. Dez. 1989 | MB       | Hyundai                  |
| Trainer: Kim Hyung-sil, Südkorea; Co-Trainer: Hong Sung-jin, Südkorea |     |        |               |          |                          |

### Türkei
Die türkischen Frauen nutzten den Heimvorteil beim europäischen Qualifikationsturnier in Ankara, wo sie u. a. Deutschland und Weltmeister Russland besiegten, und nahmen zum ersten Mal an den Olympischen Spielen teil.
| Name                                                                       | Nr. | Größe  | Geburtsdatum  | Position | Verein                           |
| -------------------------------------------------------------------------- | --- | ------ | ------------- | -------- | -------------------------------- |
| Ergul Avci                                                                 | 5   | 1,90 m | 24. Juli 1987 |          | Vakıfbank Güneş Sigorta İstanbul |
| Naz Aydemir                                                                | 11  | 1,86 m | 14. Aug. 1990 | Z        | Fenerbahçe İstanbul              |
| Darnel Neslihan                                                            | 17  | 1,87 m | 9. Dez. 1983  |          | Eczacıbaşı Istanbul              |
| Eda Erdem Dündar                                                           | 14  | 1,87 m | 22. Juni 1987 |          | Fenerbahçe İstanbul              |
| Esra Gümüş                                                                 | 12  | 1,81 m | 2. Okt. 1982  | AA       | Eczacıbaşı Istanbul              |
| Güreşen Gizem                                                              | 3   | 1,78 m | 14. Jan. 1987 |          | Vakıfbank Güneş Sigorta İstanbul |
| Gülden Kayalar Kuzubasioglu                                                | 2   | 1,67 m | 5. Dez. 1980  |          | Eczacıbaşı Istanbul              |
| Özge Kırdar Çemberci                                                       | 9   | 1,83 m | 26. Juni 1985 |          | Vakıfbank Güneş Sigorta İstanbul |
| Neriman Özsoy                                                              | 13  | 1,88 m | 13. Juli 1988 |          | VK Dynamo Krasnodar              |
| Gözde Kırdar Sonsırma                                                      | 10  | 1,83 m | 26. Juni 1985 |          | Vakıfbank Güneş Sigorta İstanbul |
| Bahar Toksoy                                                               | 8   | 1,90 m | 6. Feb. 1988  |          | Vakıfbank Güneş Sigorta İstanbul |
| Polen Uslupehlivan                                                         | 6   | 1,93 m | 2. Aug. 1985  |          | Nilufer Belediye                 |
| Trainer: Marco Aurelio Motta, Brasilien; Co-Trainer: Alper Erdoğuş, Türkei |     |        |               |          |                                  |

### Vereinigte Staaten
Das US-Team fehlte nur von 1972 bis 1980 bei Olympia. Ihre bislang besten Resultate erzielten die Amerikanerinnen mit den zweiten Plätzen 1984 in Los Angeles und 2008 in Peking. Für London qualifizierten sie sich als Zweiter des World Cups 2011.
| Name                                                                                           | Nr. | Größe  | Geburtsdatum  | Position | Verein                 |
| ---------------------------------------------------------------------------------------------- | --- | ------ | ------------- | -------- | ---------------------- |
| Foluke Akinradewo                                                                              | 16  | 1,91 m | 5. Okt. 1987  | MB       | VK Dynamo Krasnodar    |
| Lindsey Berg                                                                                   | 4   | 1,73 m | 16. Juli 1980 | Z        | GSO Villa Cortese      |
| Nicole Davis                                                                                   | 6   | 1,67 m | 24. Apr. 1982 | L        | Rebecchi Piacenza      |
| Tayyiba Haneef-Park                                                                            | 3   | 2,00 m | 23. März 1979 | U        | Igtisadchi Baku        |
| Christa Harmotto                                                                               | 13  | 1,88 m | 12. Okt. 1986 | MB       | ASD Universal Volley   |
| Megan Hodge                                                                                    | 11  | 1,91 m | 15. Okt. 1988 | AA       | Trefl Sopot            |
| Destinee Hooker                                                                                | 19  | 1,93 m | 7. Sep. 1987  | D        | Osasco Voleibol Clube  |
| Jordan Larson                                                                                  | 10  | 1,88 m | 16. Okt. 1986 | U        | VK Zenit-Kasan         |
| Tamari Miyashiro                                                                               | 5   | 1,70 m | 8. Juli 1987  | L        | BKS Stal Bielsko-Biała |
| Danielle Scott-Arruda                                                                          | 2   | 1,88 m | 1. Okt. 1972  | MB       | Cultural Metodista     |
| Courtney Thompson                                                                              | 17  | 1,70 m | 4. Nov. 1984  | Z        | Lancheras de Catano    |
| Logan Tom                                                                                      | 15  | 1,86 m | 25. Mai 1981  | AA       | Fenerbahçe İstanbul    |
| Trainer: Hugh McCutcheon, Vereinigte Staaten; Co-Trainerin: Paula Weishoff, Vereinigte Staaten |     |        |               |          |                        |